# Sankt Anna (Mindelheim)
Sankt Anna ist ein Ortsteil der oberschwäbischen Stadt Mindelheim im Landkreis Unterallgäu.

## Geographie
Der Weiler liegt etwa vier Kilometer östlich von Mindelheim auf dem Tannenbichel und ist der östlichste Teil des Mindelheimer Stadtgebietes. Sankt Anna ist durch eine im Ort endende Sackstraße, die in die B 18 mündet, an den Hauptort angebunden. Sankt Anna ist komplett von Wald umgeben, der lediglich durch die Gemeindestraße und den am Ort vorbeiführenden Tiefenbach durchschnitten wird.

## Geschichte
Bischof Heinrich von Augsburg erteilte Adam von Frundsberg und der Stadt Mindelheim die Erlaubnis, in der ehemaligen Einödsiedlung die Kapelle St. Anna im Höselwang zu errichten, die um 1526 erbaut und der Heiligen Anna geweiht wurde. Bereits 60 Jahre später wurde sie erweitert. Noch vor dem Um- und Ausbau im Jahre 1720 entwickelte sich der Ort im 17. und 18. Jahrhundert zu einem beliebten Wallfahrtsort. Nach der Säkularisation wurde die Kapelle 1816 abgebrochen und 1926 durch einen Neubau ersetzt.
An der Kapelle befindet sich eine heute als Ausflugslokal frequentierte Gaststätte.